# Dicladocerus terraenovae
Dicladocerus terraenovae är en stekelart som beskrevs av Yoshimoto 1976. Dicladocerus terraenovae ingår i släktet Dicladocerus och familjen finglanssteklar. Inga underarter finns listade i Catalogue of Life.